# 세오 (가수)
세오(1996년 7월 15일 ~)는 대한민국의 가수다. 2015년 노래 'SBS 드라마 냄새를 보는 소녀 OST - 저기요'로 데뷔했다.

## 방송
- 창작의 신 : 국민 작곡가의 탄생 (2018) - 준우승